# 비에 젖어서야 사랑하노라
"비에 젖어서야 사랑하노라"는 1992년에 개봉한 대한민국의 영화이다.

## 캐스팅
- 이윤희 : 신혜 역
- 이동준 : 민수 역
- 박양희
- 김은지
- 김선경
- 박영노
- 곽찬수
- 김기종
- 이영호
- 오희찬
- 양재원
- 전숙
- 조학자
- 박기수
- 박부양
- 길달호
- 정영국